# James Grout
Pour les articles homonymes, voir Grout.
James David Grout, né le 22 octobre 1927 à Londres, et mort le 24 juin 2012 à Purton, Wiltshire, est un acteur britannique de radio et télévision.